# ديفيد الكسندر
ديفيد الكسندر (بالإنجليزية: David Alexander)‏ هو سياسي أمريكي، ولد في 29 أكتوبر 1952 في جاكسون في الولايات المتحدة. حزبياً، نشط في الحزب الجمهوري. وقد انتخب عضو مجلس نواب تينيسي.